# Ancien tramway de Reims
Pour le tramway actuel, voir Tramway de Reims.
L'ancien tramway de Reims est un ancien réseau de tramway, initialement à traction hippomobile, puis à traction électrique, qui a circulé dans la ville de Reims (Marne) de 1881 à 1939.

## Carte animée

Carte animée de l'évolution des infrastructures ferroviaires de l'agglomération de Reims, dont celle des anciens et actuels tramways, de 1880 à nos jours.

## Histoire

### Les omnibus à cheval (1872-1887)
En 1872, la municipalité reçoit une proposition de Frédéric de La Hault, exploitant de plusieurs autres réseaux, visant à développer un réseau de tramway dans la ville. Jugé trop ambitieux, ce projet est refusé par le conseil municipal qui fera le choix d'un second projet, déposé quasi simultanément et porté par Jonathan Holden, manufacturier local, consistant en deux lignes d'omnibus diamétrales.
L'Entreprise des omnibus de Reims, puis la Compagnie générale des omnibus de Reims, exploite dès le mois de juin ces deux lignes, de l'église Saint-Thomas à la porte Dieu-Lumière, et de la porte Cérès (actuelle place Aristide-Briand) à la porte de Paris. Ces lignes se croisent sur la place Royale. Elle débute avec des Tram Omnibus Car Ripert, constitués de voitures à plate-forme d'extrémité tirés par deux chevaux. Il n'était pas guidé par des rails mais ciculait sur la route.
Le réseau est exploité officiellement à partir du mois d'août. Le succès est tel qu'une troisième ligne est inaugurée en avril 1873, de la porte Mars au pont Fléchambault. L'année suivante, elle est amputée de son parcours entre la place Royale et la porte Mars pour cause de double-emploi avec la première ligne.
En 1875, alors que la première ligne dessert désormais la gare ferroviaire, le conseil municipal prend la décision de moderniser le réseau. La concession de la CGO se termine en juillet 1878 à qui succède la Compagnie des Tramways de Reims. Les omnibus commencent à disparaitre, malgré leur succès, en 1881, et ils ne subsisteront que sur le tronçon place Royale - porte Dieu-Lumière jusqu'en 1887.

Réseau des omnibus en 1876,
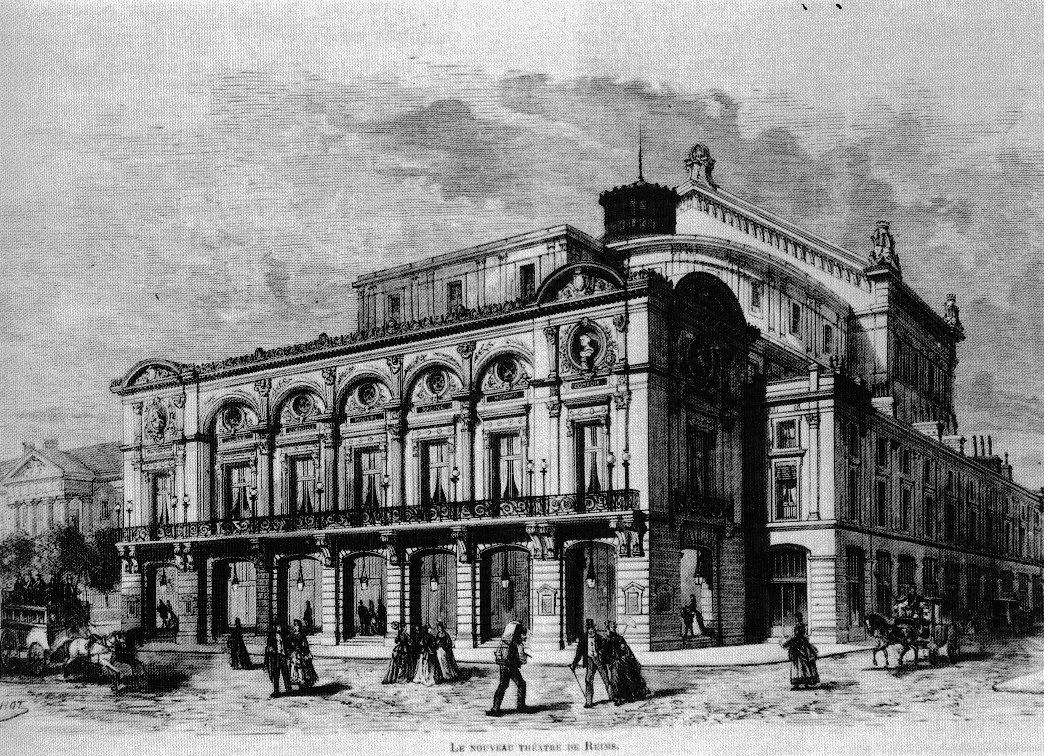
Omnibus devant le théâtre en 1873,
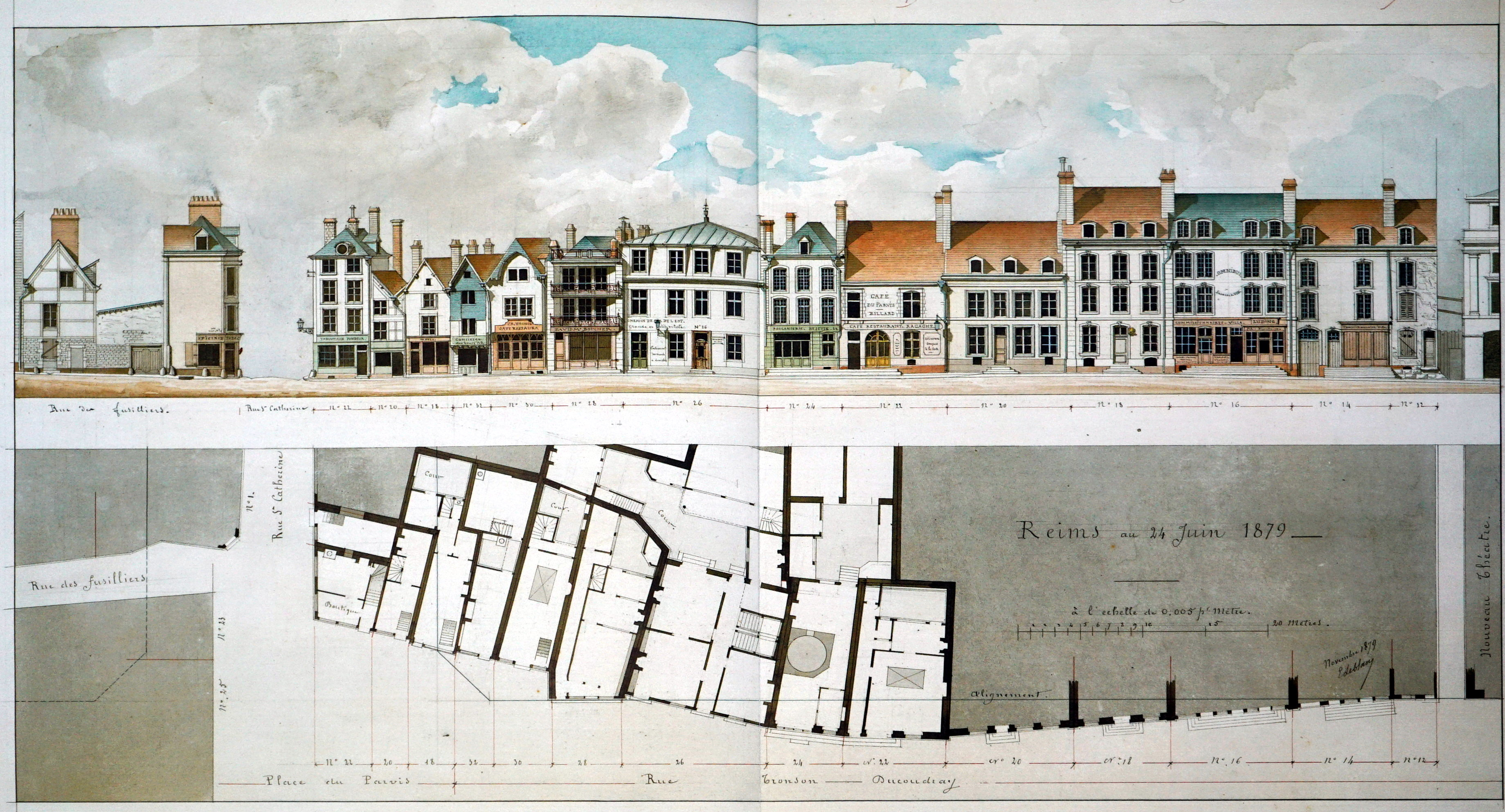
succursale des omnibus place Luçon, maison au toit bleu à droite, 1879.

### Les tramways hippomobiles (1881-1901)
Après la délibération du conseil municipal de juillet 1875, l'enquête publique est lancée en mai 1876.
Le projet de desserte comporte quatre lignes :
- Gare - Hôtel de Ville - Place Royale - Cathédrale - Gare (ligne circulaire) ;
- Faubourg de Laon - Gare - Place Royale - Pont Fléchambault ;
- Faubourg Cérès - Place Royale - Pont d'Épernay[1] ;
- Porte Dieu-Lumière - Place Royale.

La mise en place de ce réseau, dont la construction a débuté en 1878, est longue, car les expropriations nécessaires sont nombreuses ; c'est ainsi que le service démarre en juin 1881, après diverses péripéties relatives notamment à des désaccords concernant le point central du réseau ou la desserte des communes périphériques. La concession est attribuée aux Belges Sopers et Vercken, auxquels se substitue la Compagnie des Tramways de Reims.
Ainsi, sont inaugurés les tronçons nord des première et seconde lignes, ainsi que la section ouest de la troisième (cependant avec un parcours en omnibus entre le Théâtre et la place Royale, quelques mètres de ligne étant encore manquants).
Le mois suivant, c'est au tour de la section sud des première et seconde lignes, d'être opérationnelle.
Deux ans plus tard, en 1883, la première ligne est réétudiée, elle double la seconde à partir de la gare jusqu'à la basilique Saint-Remi. Pendant ce temps, les travaux d'achèvement de la troisième ligne démarrent enfin, tandis que la quatrième ligne demeure exploitée en omnibus. Le premier de ces deux tronçons est livré en mars 1885 et le second en juillet 1887. Il était temps puisque les omnibus devenaient de plus en plus impopulaires.
La complétion intégrale du réseau, fonctionnement sous le principe du sectionnement, fait grimper sa fréquentation annuelle à trois millions de voyageurs pour une population située entre 90 000 et 100 000 habitants.
En 1893, de nouvelles modifications sont apportées au réseau, afin de relancer son attractivité. Si la troisième ligne ne change guère, la ligne 1 reprend l'itinéraire Faubourg de Laon - Pont de Fléchambault, la seconde Saint-Thomas - Saint-Remi et la quatrième, deux ans plus tard, est prolongée vers Clairmarais, en même temps que le sectionnement est abandonné.
Du fait de l'obligation portée à l'exploitant d'investir dans tout nouveau progrès technologique, celui-ci doit faire électrifier son réseau à l'aube du XXe siècle. Les premiers chevaux sont « réformés » dès 1900 et les derniers disparaissent au cours de l'année suivante.

Réseau des tramways en 1887
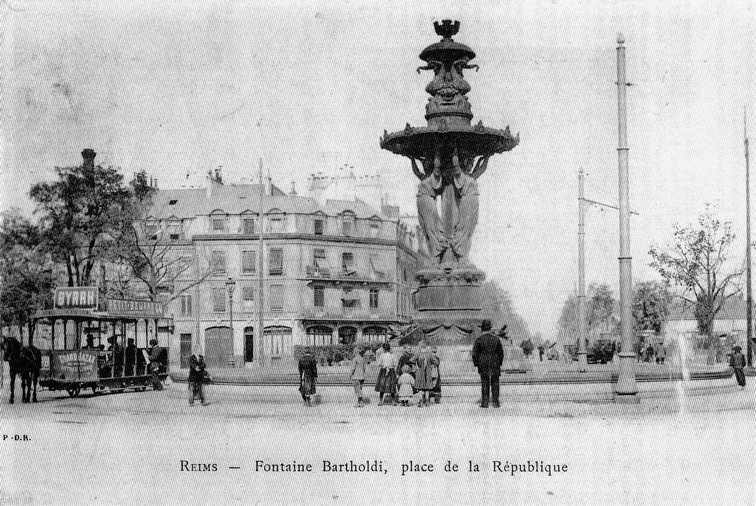
Voiture ouverte sur la place de la République
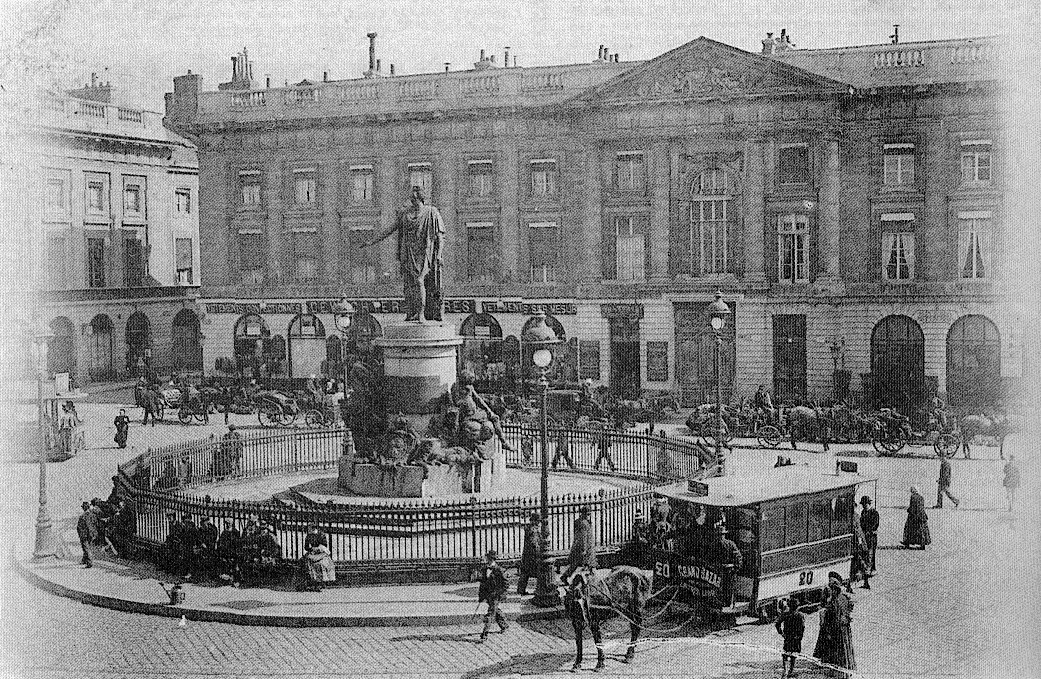
Voiture fermée sur la place Royale
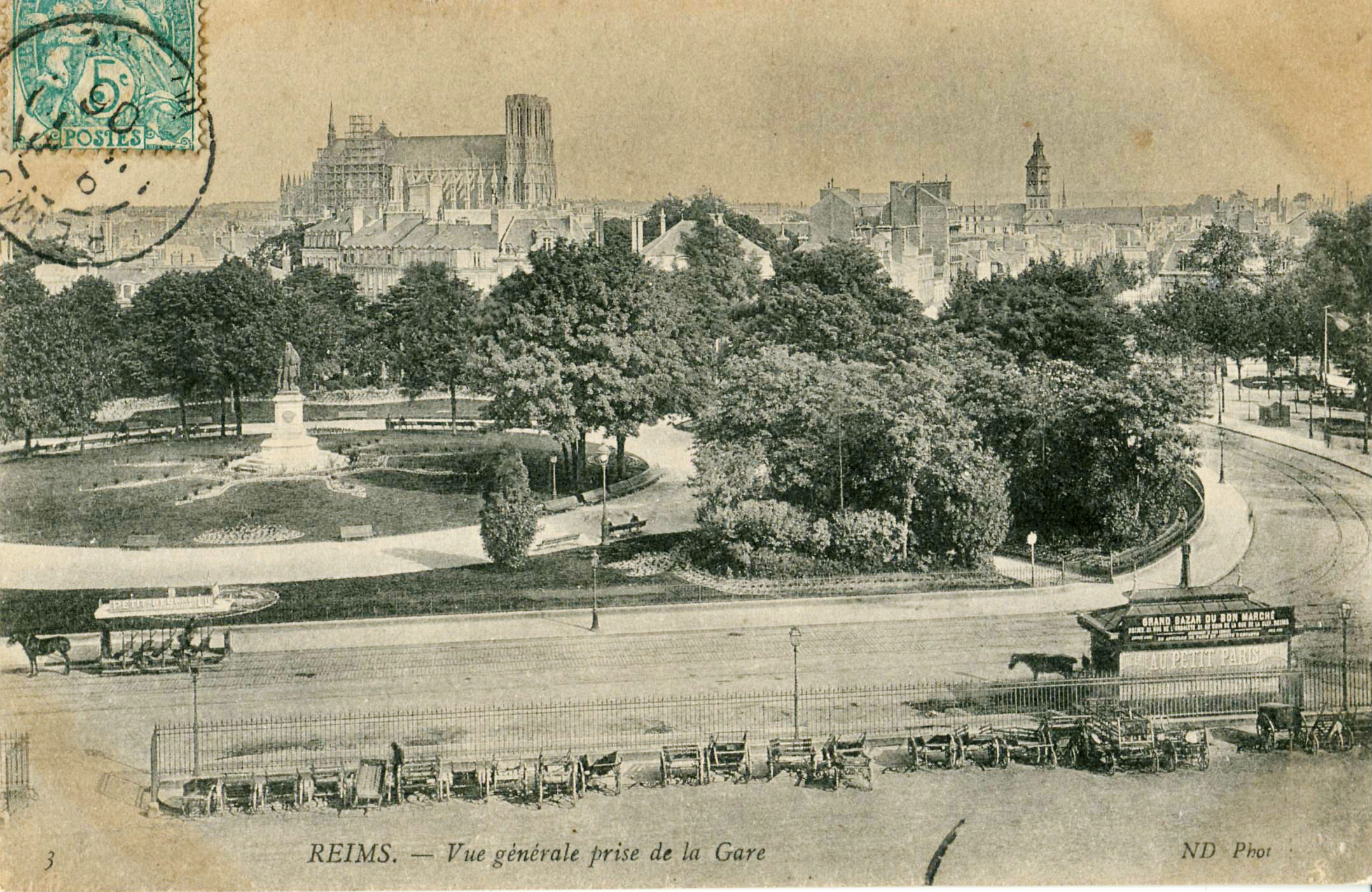
Voiture ouverte, à gauche du cliché, devant la gare
Réseau des tramways en 1895

### Les tramways électriques (1900-1939)

#### La «Belle Époque»

Réseau des tramways en 1905

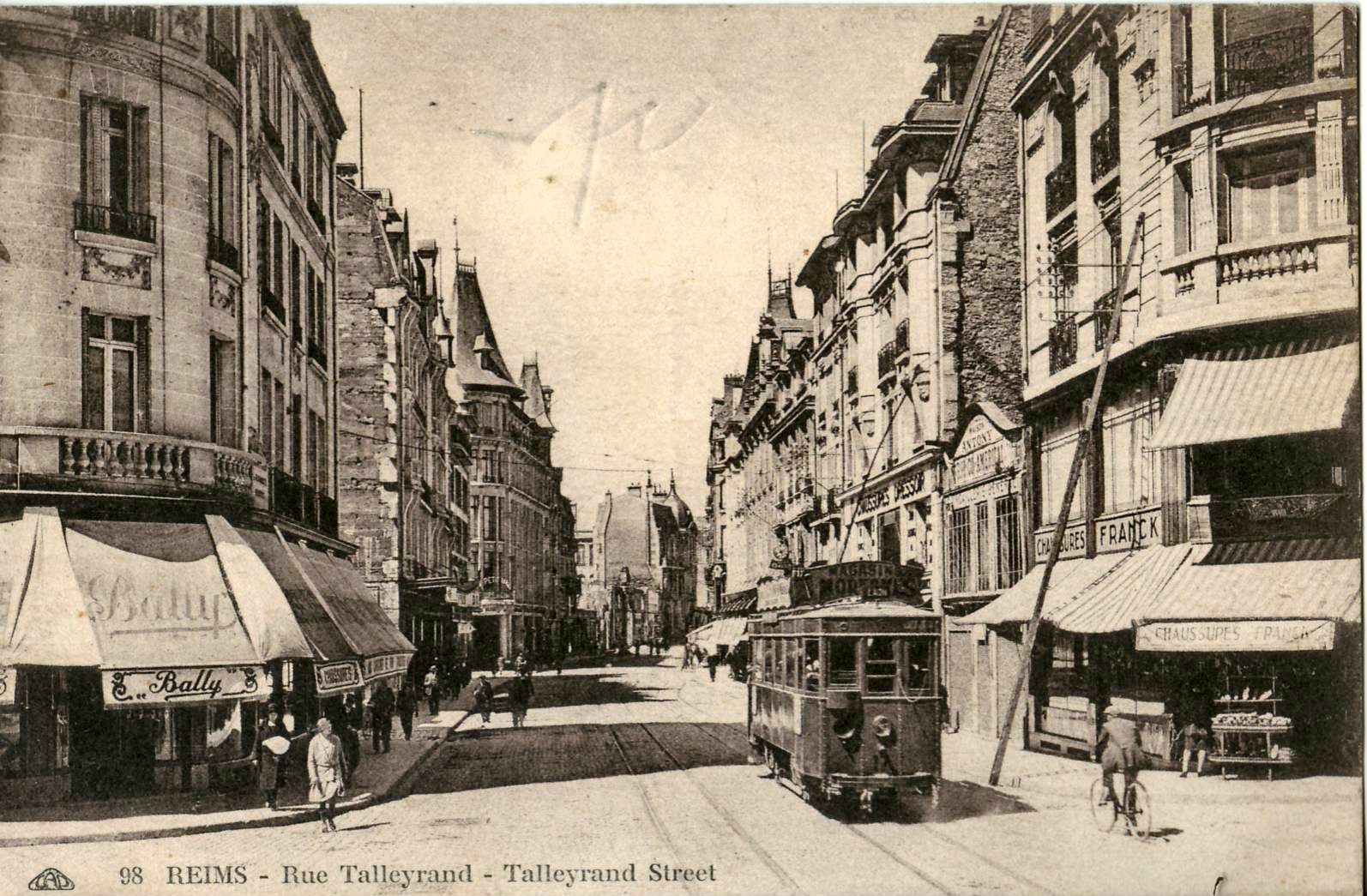
Un tramway rue Talleyrand

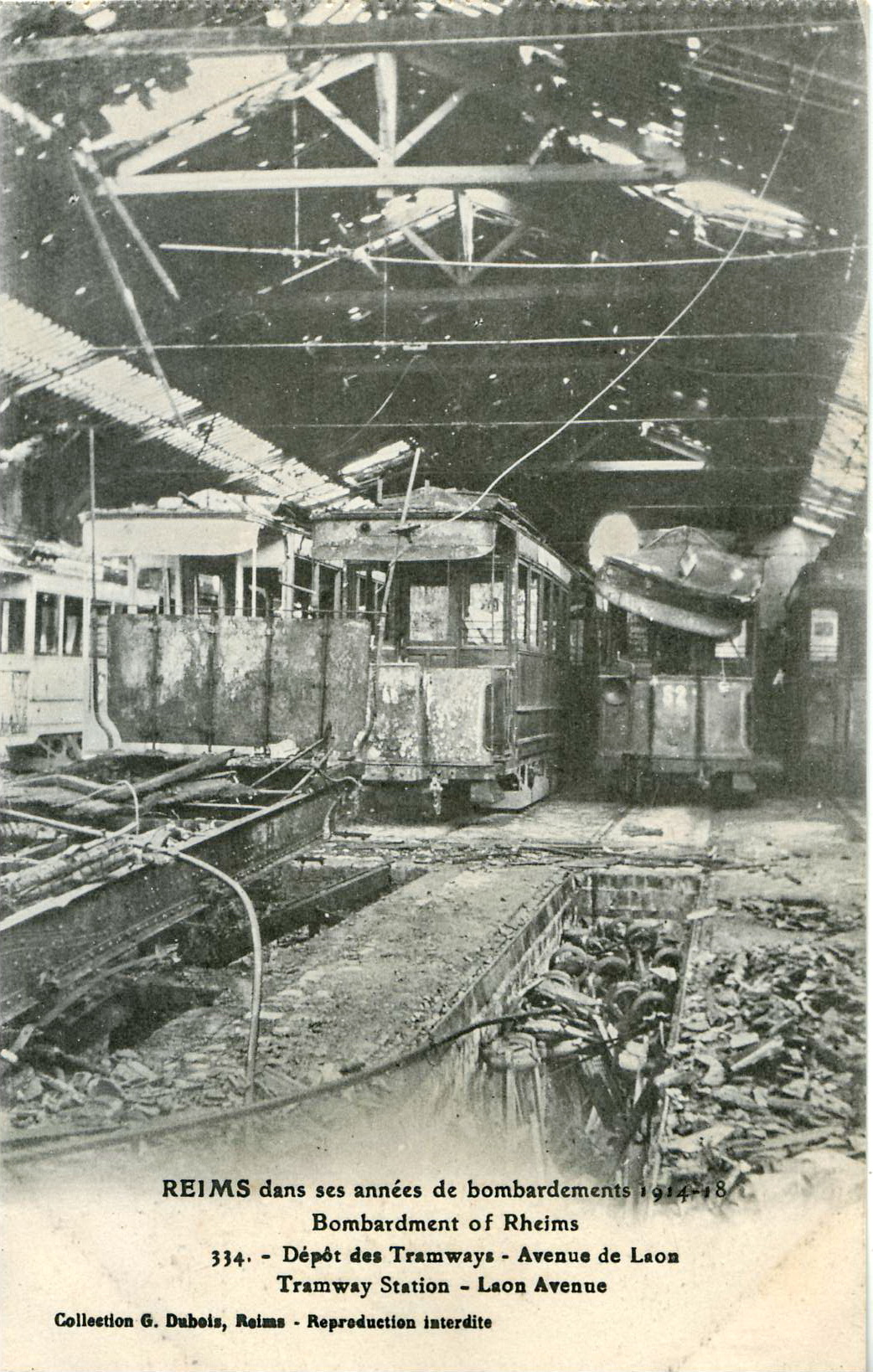
Le dépôt, bombardé durant la Première Guerre mondiale

En 1899, après étude de trois projets distincts, le futur réseau est dévoilé, composé de 6 lignes :
- A : Faubourg Cérès - Place Royale - Faubourg de Paris (la Haubette)
- B : Faubourg de Laon - Gare - Place Royale - Dieu-Lumière - Pont-Huon
- C : Gare - Théâtre - Sainte-Anne
- D : Clairmarais - Gare - Faubourg de Cernay
- E : (circulaire) Neufchâtel - Gare - Pont-Neuf[2]
- F : (circulaire) Gare - Boulevards sud-est - Pont-Neuf

Le concessionnaire s'engage, au tournant de ce nouveau siècle, à exploiter, sans monopole, ce réseau modernisé jusqu'en 1962. Ainsi, les travaux de remplacement des voies débutent en octobre 1899, elles partageront par endroits les rues avec celles des tout jeunes Chemins de fer de la Banlieue de Reims (CBR).
La ligne A est inaugurée en juin 1900, soit deux ans avant la signature effective du contrat de concession, puis c'est au tour de la ligne B en octobre. Suivent la D et le tronçon nord de la ligne E, en décembre. La ligne C n'ouvre qu'au mois de mars 1901. Des services ouvriers sont aussi mis en place, tandis que le principe de la tarification en sectionnement est remis en œuvre, en contrepartie de l'installation d'abris éclairés, puis ultérieurement chauffés, aux principaux arrêts.
Les travaux des lignes circulaires se poursuivent ; le second segment de la E est ouvert en mars 1902, puis la F en septembre 1904. Un an plus tard, la branche nord de la E intègre la ligne C.
Malgré plusieurs projets d'extensions (antenne de la rue de Courlancy, prolongations du faubourg de Laon au cimetière de la Neuvillette, du boulevard Pommery à la ligne de la Compagnie de l'Est, ou de Clairmarais au pont de Saint-Brice), le réseau demeure inchangé jusqu'à la Première Guerre mondiale, à la veille de laquelle sa fréquentation dépasse les dix millions de voyages pour une population de plus de 120 000 habitants.
Dès le début du conflit, les services sont interrompus jusqu'à nouvel ordre et une partie des voitures est évacuée.

Les tramways électriques
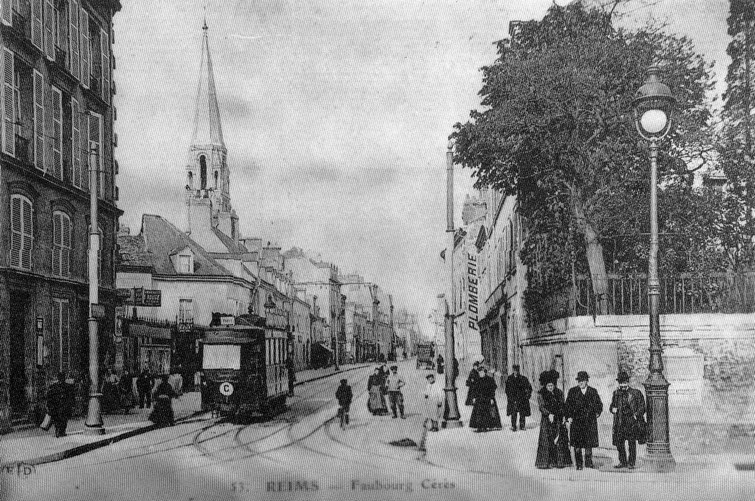
Faubourg Cérès
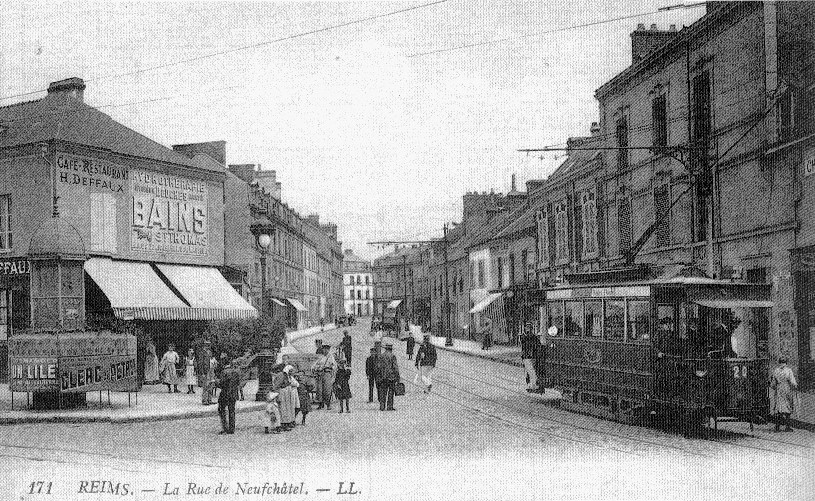
Rue de Neufchâtel
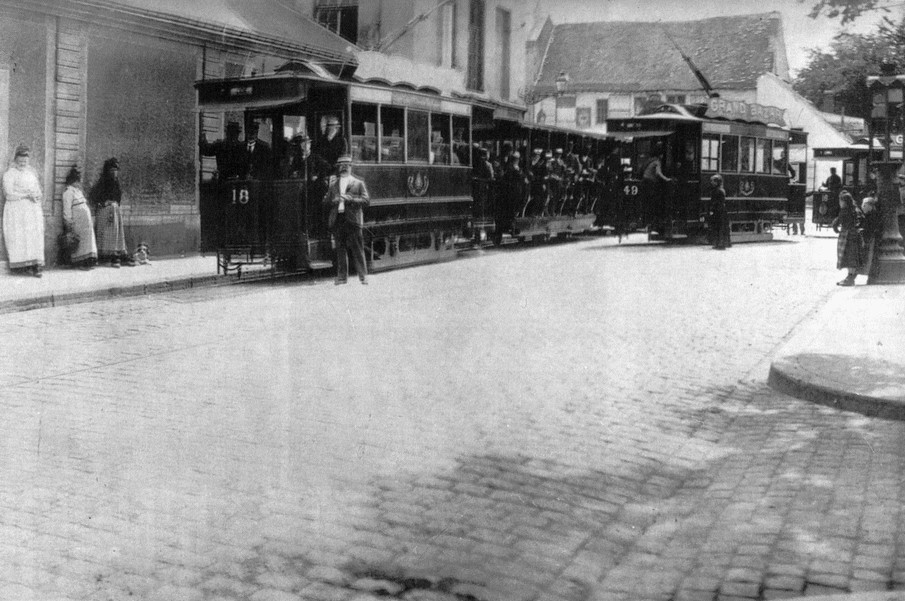
Saint-Remi
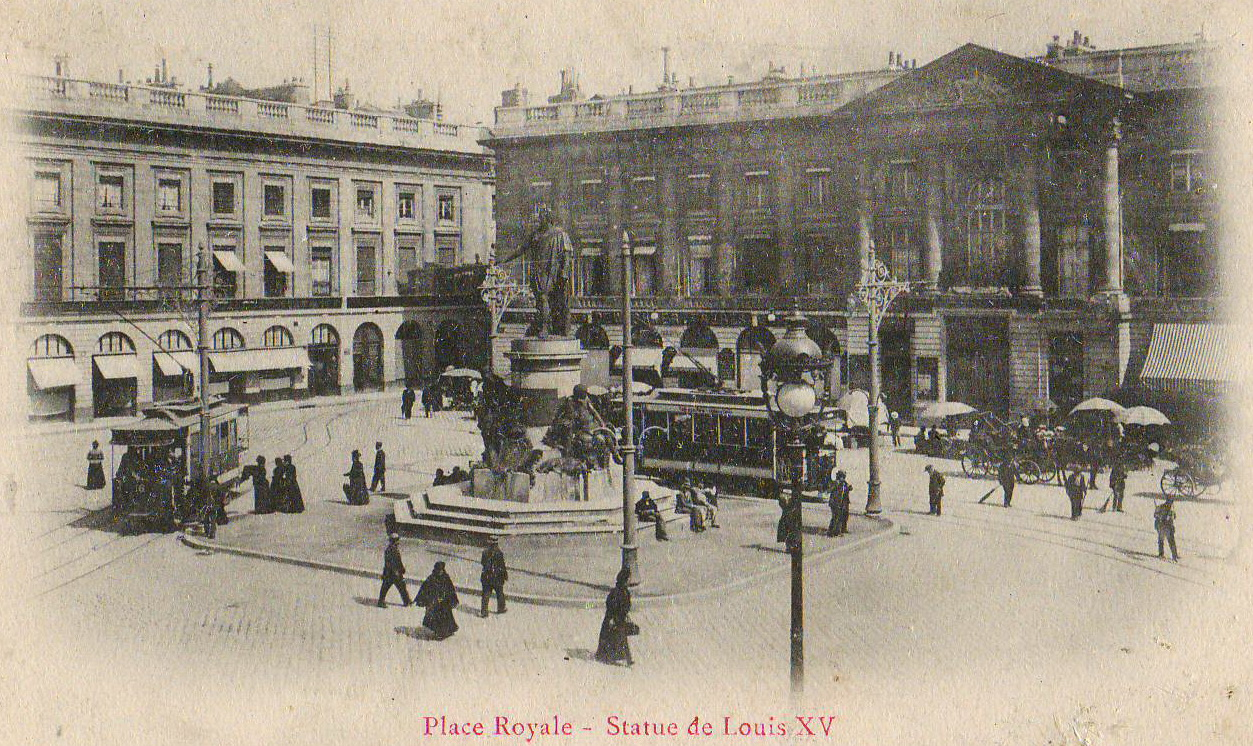
Place Royale
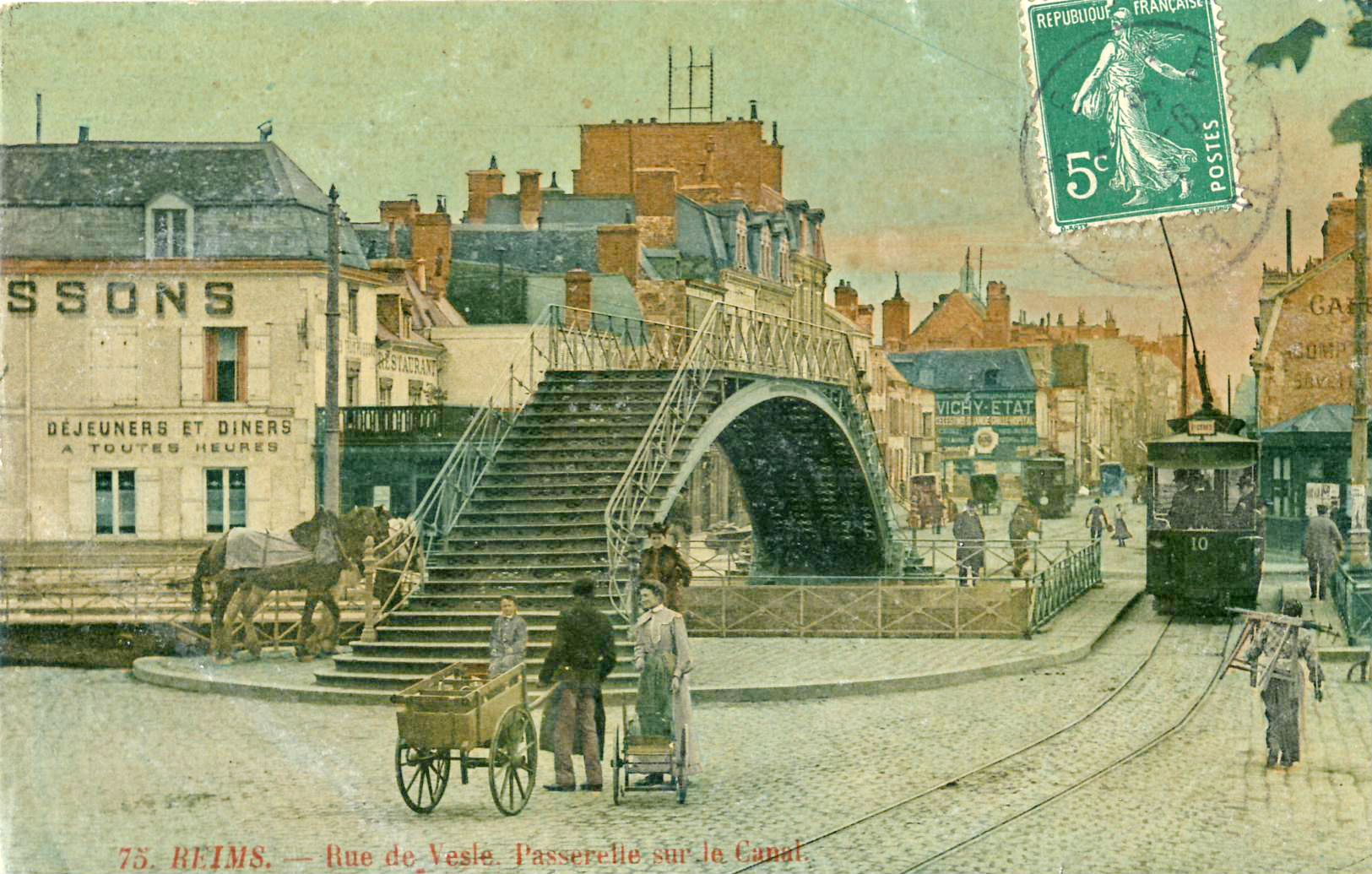
Rue de Vesle
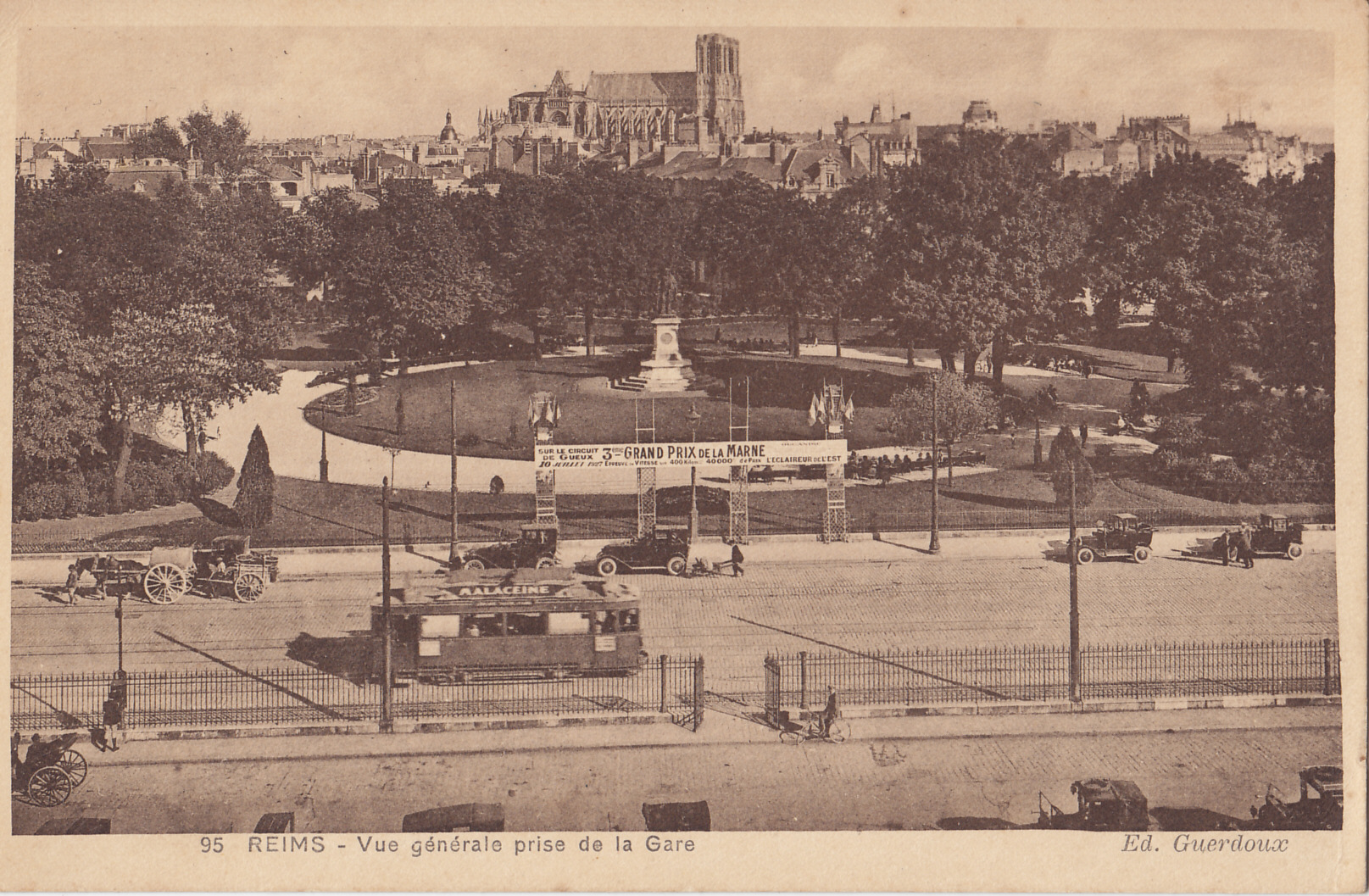
Devant la gare, où flotte un calicot annonçant le 3e Grand prix de la Marne de 1927

#### Les «Années Folles»

Réseau tramways et bus en 1932

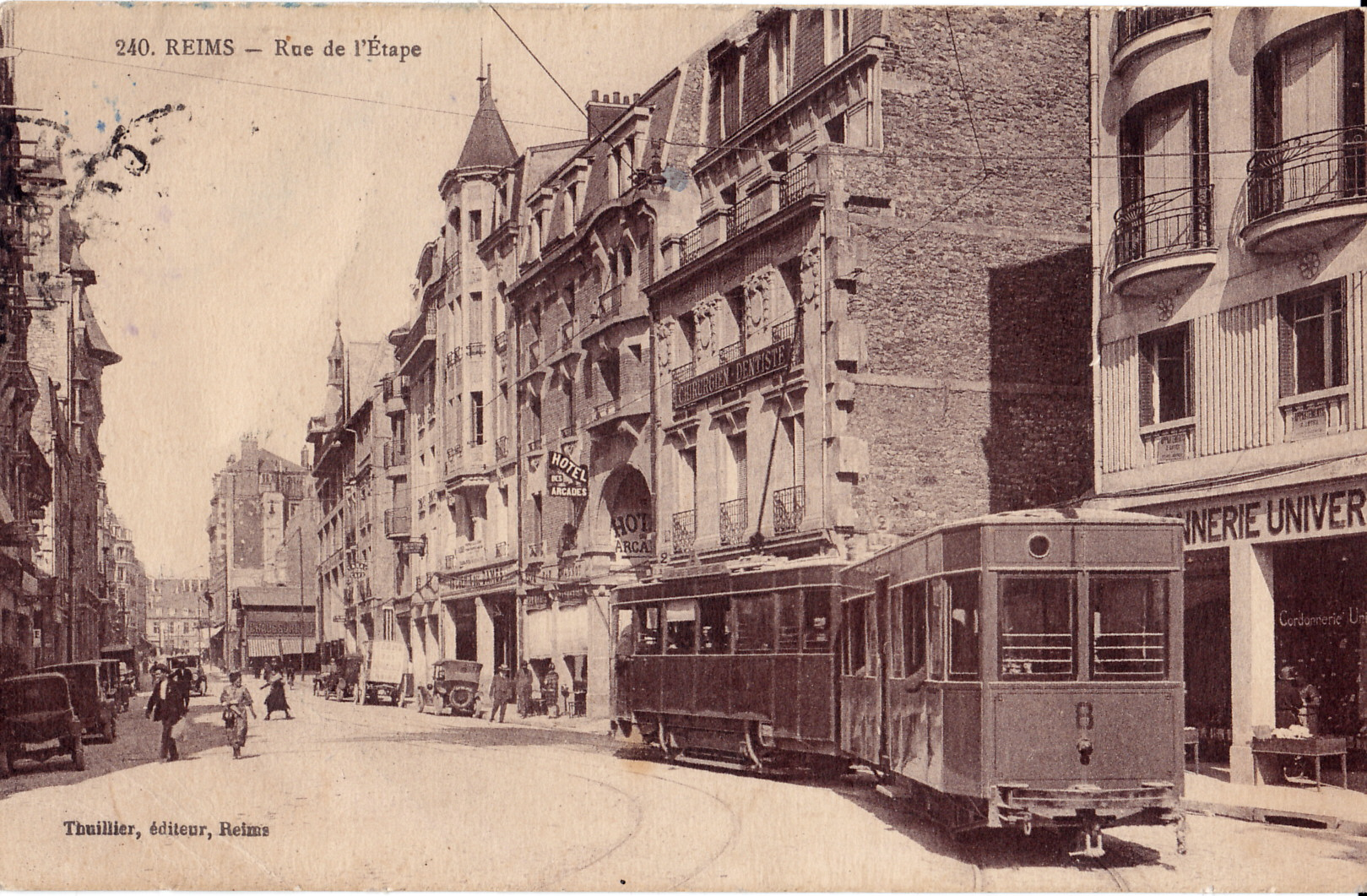
Motrice et remorque du tramway dans les années 1920, rue de l'Étape.

Le réseau est, au sortir du conflit, totalement détruit. Il faut attendre février 1920 pour que l'on entende reparler du réseau des tramways et de sa remise en état prévue.
Le 1er mars, un service provisoire Saint-Thomas - Saint-Remi est mis en place, sous l'indice B, avec des rames de fortune. Une semaine plus tard c'est au tour de la ligne A entre le pont d'Épernay et le Théâtre, en attendant les extensions qui vont se succéder pendant un mois afin de retrouver l'intégralité de la ligne. Enfin, la ligne B provisoire est elle aussi étendue en deux fois de Saint-Remi à Sainte-Anne. Les services ouvriers sont également de retour. Au mois de novembre, la ligne D est intégralement remise en service, tandis que les vestiges des lignes circulaires E et F sont, après réticences de la municipalité, déclassés.
En février 1923, la compagnie reçoit enfin ses quatre premières motrices remises en état. En avril, le tronçon Gare - Dieu-Lumière de l'ancienne B est rouvert, ainsi que la C, d'abord entre Neufchâtel et la Gare, puis, en mai, sur sa totalité. En février 1925, la D est étendue au pont de Saint-Brice. Onze mois plus tard, en janvier 1926, une nouvelle ligne C bis est mise en service entre la rue du Barbâtre (raccordement à la ligne C) et l'entrée de la cité-jardin du Foyer Rémois, suivie après six mois d'une autre antenne, D bis, entre la place de la République et la place Docteur-Knoeri.
Parallèlement à cela, les indicatifs alphabétiques, curieusement disparus des rames, sont remplacés par des indices à chiffres selon la correspondance suivante :
- A = 1 : Pont d'Épernay - Théâtre
- B = 3 puis 2 : Saint-Thomas - Sainte-Anne
- C = 2 puis 3 : Neufchâtel - la Gare
- D = 4 : Pont de Saint-Brice - Cité-jardin du Foyer rémois
- C bis = 5 : Rue du Barbâtre - Cité-jardin du Foyer rémois
- D bis = 5 : Place de la République- Place Docteur-Knoeri

Cette dernière est mise en service continu en juillet et prolongée jusqu'à l'octroi de Bétheny.
En avril 1931, au terme de négociations qui auront duré près de deux ans, la ligne 3 (ex-C) est prolongée jusqu'à Maison-Blanche en utilisant les voies du CBR à partir de Sainte-Anne. Pour cela, les rames sont tractées par une locomotive de la compagnie CBR. Les indicatifs alphabétiques sont également de retour, mais les utilisateurs ont entretemps appris à désigner les lignes par leurs terminus.
Autres changements : l'instauration d'une classe unique et l'abandon de la différenciation entre arrêts obligatoires et facultatifs.

Les années folles
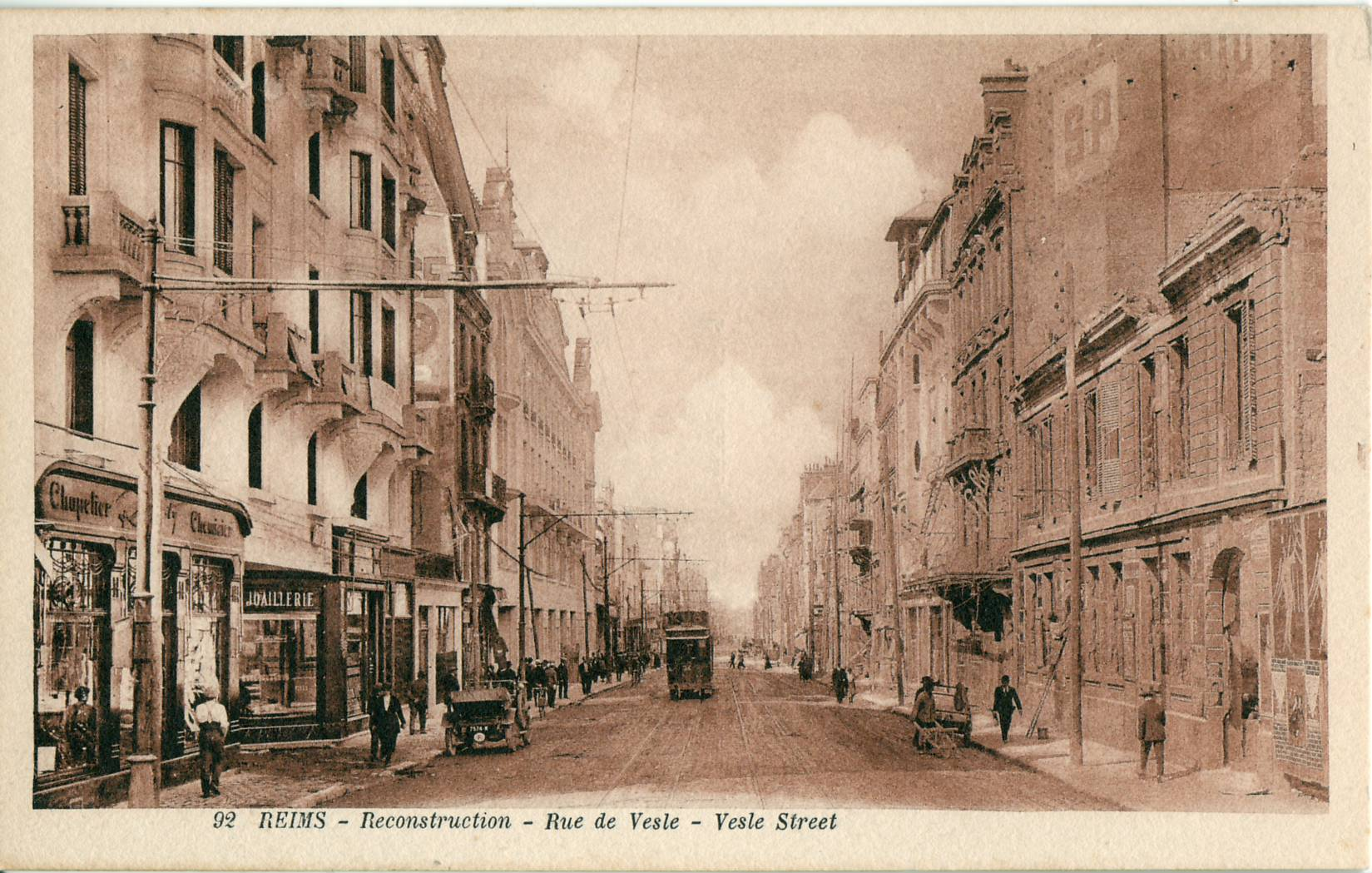
Tramway rue de Vesle, dans l'entre-deux-guerres...
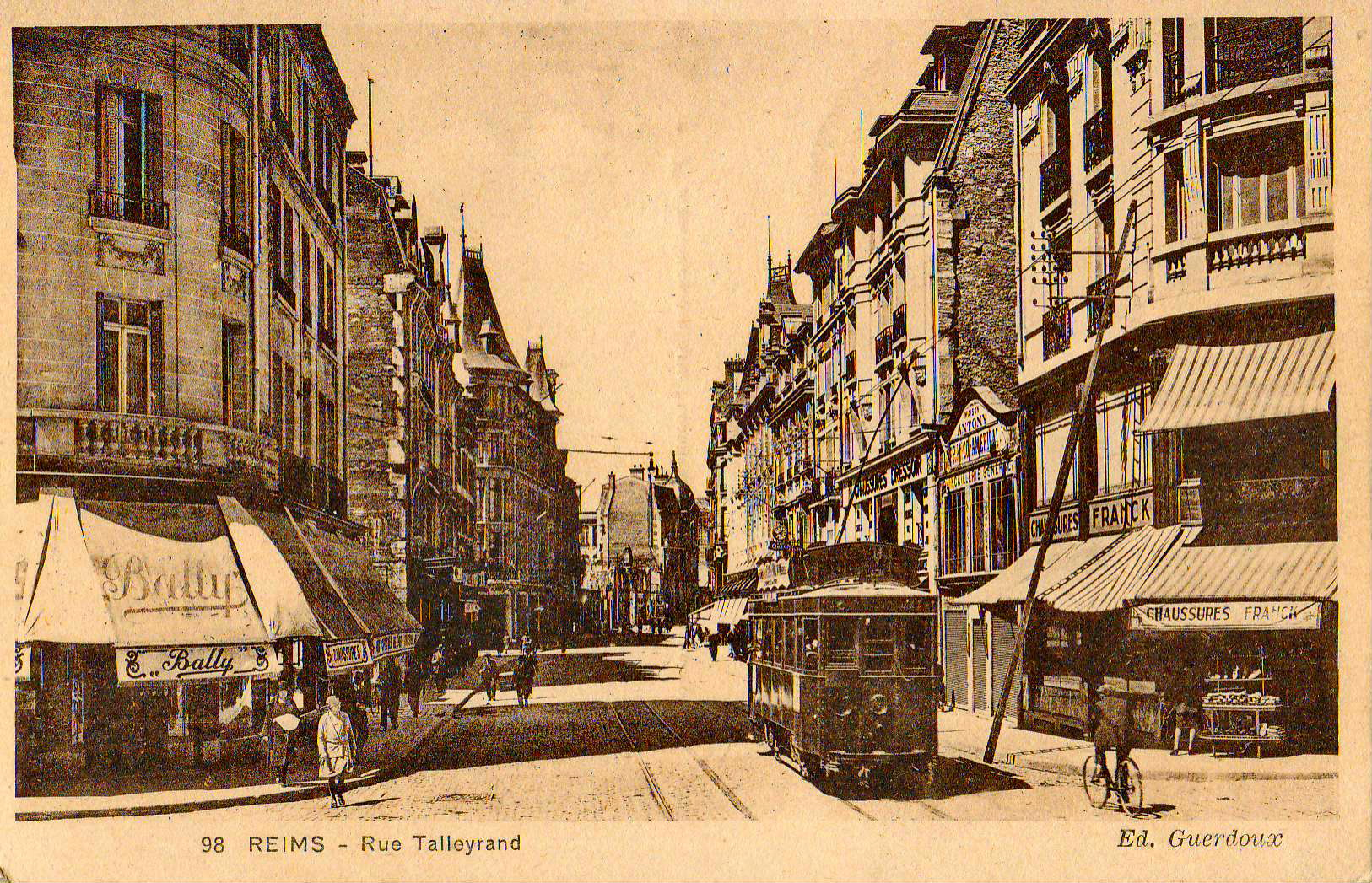
...et rue Talleyrand

#### L'arrivée des autobus et le déclin du tramway

Réseau des bus en 1939

En 1932, après 3 ans de réflexion, la municipalité prend la décision d'acquérir des autobus (type Renault YPAC). Ils circulent d'abord entre le palais de justice (Théâtre) et le cimetière du Faubourg de Laon, via la cité du Dépôt. Après trois mois, la ligne, à la rentabilité catastrophique, est arrêtée.
Pendant ce temps, l'accord avec les CBR est rompu, malgré le succès de ce service desservant notamment l'hôpital. Pour compenser ce désagrément, les autobus reprennent du service entre la gare et Maison-Blanche, en empruntant d'anciens tronçons de la ligne de tramway E d'avant 1914. Cette ligne porte le numéro 1 puis, à des fins d'harmonisation, la lettre F.
L'année 1936 est celle du début du déclin, avec une érosion de la rentabilité et de la fréquentation ; les services sont réduits à tel point que les services de la ligne E deviennent totalement irréguliers.
La CTR résilie son contrat avec la Ville le 28 novembre 1938, et les tramways disparaissent progressivement des lignes D, C, E et B. Enfin, en novembre 1939, la ligne A s'arrête. Alors que la Seconde Guerre mondiale approche, les autobus ont pris possession de la cité, certaines des anciennes motrices de tramways effectuant leur retraite en tant que barricades disposées contre l'envahisseur.

## Infrastructure

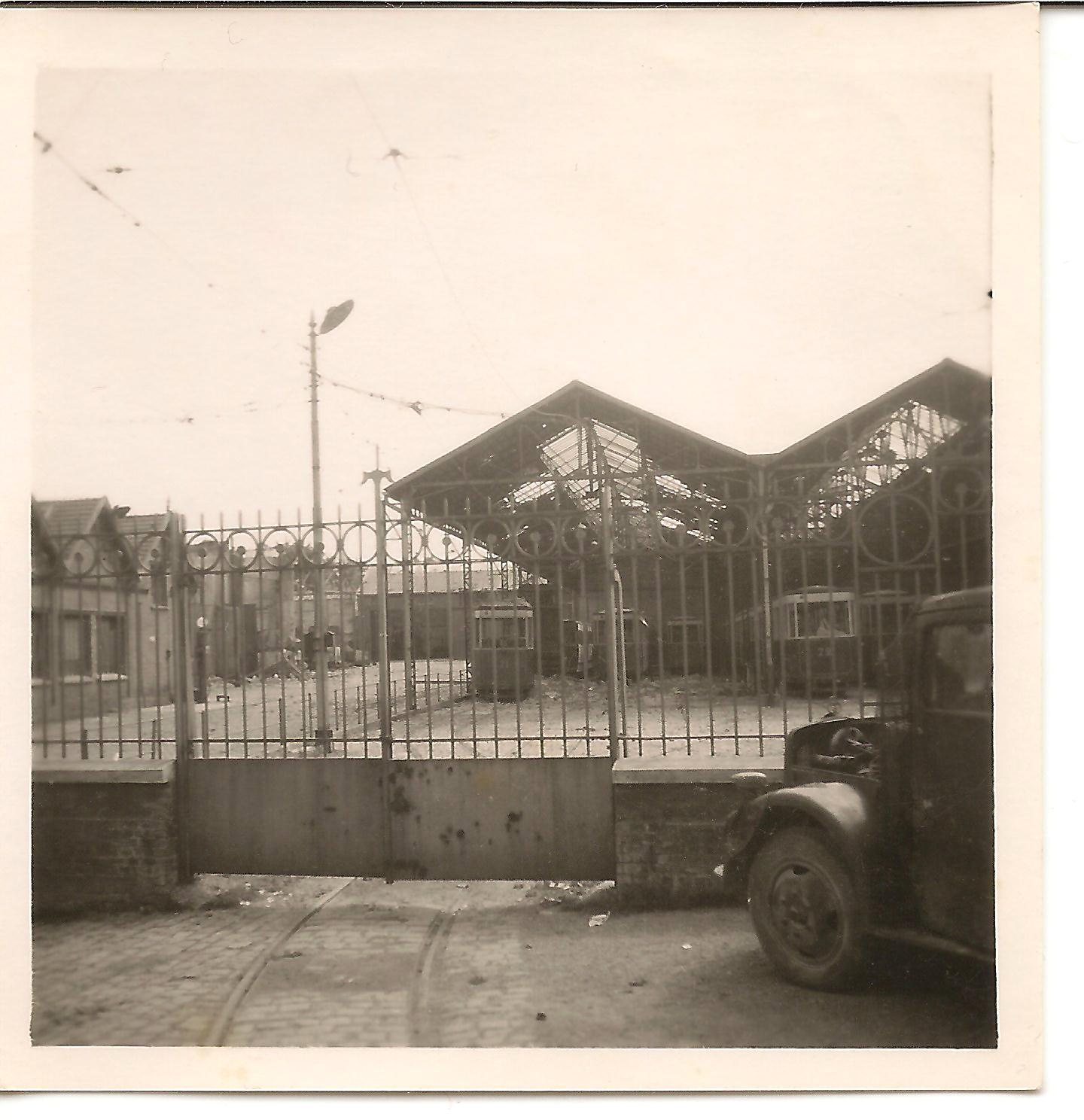
Le dépôt des tramways en 1940

## Matériel et installations préservées

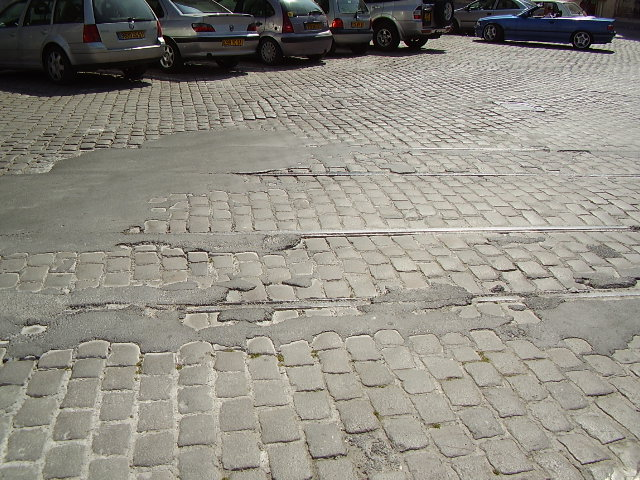
rails de tramway subsistant en 2007 place de l'hôtel de ville de Reims